# Myopathie
 Mise en garde médicale
Les myopathies sont des maladies neuromusculaires, dont elles forment un sous-groupe. Elles se caractérisent par une fragilité des muscles, qui entraîne la déchirure des fibres musculaires à la moindre contraction. S'enclenche dès lors un cycle vicieux de blessures et de guérisons. Au fil du temps, on voit l'apparition d'une inflammation chronique qui attaque les tissus sains et contribue à détruire davantage les muscles. Elles peuvent être congénitales, génétiques ou acquises.

## Manifestations cliniques
Le syndrome myogène regroupe les manifestations cliniques communes des myopathies. Il associe une perte de force musculaire, des douleurs (myalgies), et des anomalies de la contraction ou de la décontraction musculaire, notamment l'absence de réflexe ostéotendineux.

## Myopathies toxiques et environnementales
Elles regroupent des myopathies, parfois aiguës, induites par des agents environnants qui sont des « toxiques musculaires » (myotoxiques) comme : médicament (statines, glucocorticoïdes), drogue ou alcool éthylique, poison ou divers produits toxiques, dont par exemple le plomb. La toxicité musculaire peut être immédiate ou s’installer par de multiples mécanismes et à différentes échelles.
Selon les cas, l'effet est une perturbation structurale et/ou fonctionnelle des muscles, durable ou réversible.

### Diagnostic
Il est particulièrement difficile à poser étant donné la quantité d'autres pathologies pouvant mimer une myopathie toxique. L'anamnèse est donc une étape essentielle de l'établissement du diagnostic ; devant s'appuyer sur la recherche d'antécédents médicaux évocateurs et des indices d’exposition plus ou moins récentes (in utero éventuellement) à des toxiques, drogues ou médicament. Le diagnostic cherche à évaluer précocement la distribution des lésions musculaires et leur sévérité, ce qui facilitera l’exploration des zones atteintes et leur traitement. Après les bilans biologiques, l'électromyographie, l’imagerie médicale et la spectrométrie de résonance magnétique permettent d'orienter le diagnostic et mieux évaluer l'étendue et la gravité des lésions musculaires. La biopsie, plus invasive est moins utilisée. Certaines myopathies sont confirmées par des tests de contracture. En cas de myopathie aiguës la recherche de toxines peut conduire à mieux adapter la prise en charge du patient.
Le diagnostic immunologique recherche des auto-anticorps (antirécepteur cholinergique ou anti-HMG-CoA réductase) capables de faire durer la myopathie bien après l'éviction de l'agent toxique en cause.
Une susceptibilité génétique à certains xénobiotiques est possible et peut être détectée par des moyens pharmacogénomiques (dont on espère qu'ils pourront aussi dans le futur aider à déterminer quels sont les médicaments les moins potentiellement myotoxiques pour chaque patient).

### Mécanismes d’action
Les médiateurs intracellulaires impliqués dans ces pathologies sont encore mal connus. On espère les identifier pour améliorer l'efficacité des traitements. Les mécanismes souvent cités sont des interactions des cellules du système neuromusculaire avec des macromolécules toxiques et l’induction de troubles du métabolisme cellulaire.
Les molécules amphiphiles telles que la chloroquine, l'hydroxychloroquine, etc. provoquent des lésions lysosomales particulières, source de dysfonctionnements de l'autophagie myocytaire. Des produits comme l'alcool éthylique et les statines affectent l’ensemble de la fibre musculaire en y provoquant un stress oxydant ou en déclenchant différentes voies de mort cellulaire (apoptose ou nécrose) à l’origine d’altérations extensives.
Certaines formes de myopathie toxique (les plus fréquentes) sont induites par les effets pharmacologiques d'un médicaments, d'une drogue, d'un venin ou par divers autres produits toxiques (certaines myopathies mitochondriales par exemple ; un cas médiatisé étant celui du coureur cycliste Greg LeMond qui a peu à peu perdu l'usage de ses muscles après un accident de chasse pour lequel les chirurgiens n'ont pas pu ôter la totalité des grenailles de plomb qu'il avait reçu au ventre et à la poitrine, qui sont devenus source d'un saturnisme chronique et d'une myopathie induite quelques années après qu'il a été champion de stature mondiale),.
Des délétions d'ADN nucléaire peuvent induire une myopathie mitochondriale avec par exemple la délétion du gène OPA1.
Les mécanismes (directs et indirects) des myopathies toxiques sont encore en cours d'exploration, en s'appuyant sur des disciplines récentes comme la pharmacogénomique.

## Myopathies génétiques

### Dystrophies musculaires (liste non exhaustive)

#### Liée à l'X
- Dystrophie musculaire de Duchenne (maladie génétique causée par une mutation du gène de la dystrophine, aboutissant à la synthèse d'une protéine tronquée)
- Dystrophie musculaire de Becker
- Dystrophie musculaire d'Emery-Dreifuss
- Myopathie vacuolaire avec glycogénose autophagique ou myopathie avec autophagie excessive

#### À transmissiondominante
- Dystrophie musculaire des ceintures
- Cardiomyopathie dilatée familiale avec trouble de conduction et dystrophie musculaire
- Dystrophie musculaire facio-scapulo-humérale ou FSHD
- Dystrophie myotonique type 1 de Steinert
- Myopathie myotonique proximale ou dystrophie myotonique de type 2
- Dystrophie musculaire oculopharyngée
- Myopathie oculo-pharyngo-distale[6]
- Dystrophie musculaire d’Emery-Dreifuss autosomique dominante
- Myopathie de Bethlem
- Myopathie liée à la desmine ou myopathie avec surcharge en desmine
- Dystrophie musculaire tibiale ou myopathie distale de Udd
- Myopathie distale de type Welander
- Myopathie distale de Laing ou myopathie distale type 1
- Myopathie distale avec faiblesse des cordes vocales et du pharynx ou myopathie distale type 2
- Ophtalmoplégie congénitale type 1
- Ophtalmoplégie congénitale type 3
- Myopathie à corps d'inclusion
- Hypertrophie musculaire en rapport avec un trouble de la myostatine

#### À transmissionrécessive
- Dystrophie musculaire des ceintures : LGMD R1, LGMD R2 etc.
- Amyotrophie spinale
- Myopathie distale de type Nonaka ou myopathie distale à vacuoles bordées
- Myopathie distale de type Miyoshi allélique à la dystrophie musculaire des ceintures
- Dystrophie musculaire oculopharyngée autosomique récessive
- Myosite à inclusion ou myopathie à corps d’inclusion
- Dystrophie musculaire autosomique récessive associée à une épidermolyse bulleuse
- Dystrophie musculaire congénitale avec déficit primaire en mérosine ou DMC 1A[7]
- Dystrophie musculaire congénitale avec déficit secondaire en mérosine
- Dystrophie musculaire congénitale par déficit en intégrine[8]
- Dystrophie musculaire congénitale avec raideur de la colonne vertébrale
- Ophtalmoplégie congénitale type 2
- Syndrome Muscle-Eye-Brain
- Syndrome de Walker-Warburg
- Dystrophie musculaire d’Emery-Dreifuss

### Myopathies congénitales avec anomalies structurelles

#### Liée à l'X[9]
- Myopathie congénitale myotubulaire
- Myopathies à empreintes digitales[10]

#### À transmissiondominante
- Myopathie congénitale à cores centraux ou axes centraux
- Myopathie à némaline ou myopathie congénitale à bâtonnets de type 1 ou de type Amish
- Myopathie congénitale à minicore
- Myopathie congénitale centronucléaire
- Myopathie avec agrégats tubulaires[11]

#### À transmissionrécessive
- Myopathie némaline ou myopathie congénitale à bâtonnets type 2
- Myopathie congénitale avec accumulation de filaments fins (thin filaments)
- Myopathie congénitale à multi-minicores et ophtalmoplégie externe
- Myopathie sarcotubulaire
- Myopathie avec retard mental, petite taille et défaut endocrinien (syndrome de Chudley)
- Dystrophie musculaire des ceintures type 2N (ou R14) avec déficit en POMT2[12],[13]

#### Multiple
- Myopathie congénitale avec disproportion des types de fibres musculaires[14]

#### Inconnu
- Myopathie à corps réducteurs[15]
- Myopathie à corps zébrés[16]

## Myopathies inflammatoires acquises
Les trois grands types de myopathies acquises et inflammatoires, souvent idiopathiques, sont potentiellement traitables (dermatomyosite, myosite à corps d'inclusion et autres myosites).
| Myopathies inflammatoires acquises                | Spécificités | Traitement                  |
| ------------------------------------------------- | --- | --------------------------- |
| Dermatomyosite                                    | C'est une microangiopathie affectant la peau et les muscles ; l'activation et le dépôt de complément provoquent la lyse des capillaires endomysiaux et une ischémie musculaire. | agents immunothérapeutiques |
| Polymyosite                                       | Des lymphocytes T cytotoxiques globalement produits et dotés de la protéine CD8 envahissent les fibres musculaires qui expriment les antigènes du CMH de classe I, ce qui conduit à une nécrose des fibres (par la voie de la perforine). | agents immunothérapeutiques |
| Myosite à corps d'inclusion                       | On observe des formations vacuolaire avec dépôts d'amyloïde bêta et divers aspects immunologiques. L'autoantigène causal n'était au début des années 2000 toujours pas encore identifié. Une dérégulation des protéines d'adhésion des cellules vasculaires (VCAM), des protéine d'adhésion cellulaire, des chimiokines et de leurs récepteurs aboutissent à une transgression des cellules T ; et diverses cytokines aggravent cet état immunopathologique | agents immunothérapeutiques |
| Connectivite mixte avec syndrome de chevauchement | Cette section est vide, insuffisamment détaillée ou incomplète. Votre aide est la bienvenue ! Comment faire ? |                             |
| Myosite nodulaire focale                          | |                             |
| Myopathies des vasculites                         | |                             |
| Myofasciite à macrophages                         | |                             |
| Myosite sarcoïdosite                              | |                             |
| Myopathie nécrosante auto-immune                  | |                             |

## Maladies des canaux ioniques

### À transmissiondominante
- Myotonie congénitale de Thomsen
- Paralysie périodique hyperkaliémique (Maladie de Gamstorp)
- Paralysie périodique hypokaliémique
- Paralysie périodique, sensible au potassium avec dysrythmie cardiaque (Syndrome d’Andersen)
- Paralysie périodique normokaliémique
- Paramyotonie congénitale (de Von Eulenburg)

### À transmissionrécessive
- Myotonie congénitale de Becker

## Sources
(avril 2013).
- Prévalences des maladies rares :
- Dystrophie musculaire Canada